# Kapitan (film 2017)
Kapitan (niem. Der Hauptmann) – film wojenny w koprodukcji niemiecko-francusko-polskiej z 2017 roku w reżyserii Roberta Schwentkego. Film miał premierę w sekcji Prezentacji Specjalnych na Międzynarodowym Festiwalu Filmowym w Toronto w 2017 roku.

## Fabuła
Film opowiada autentyczną historię Williego Herolda, żołnierza Luftwaffe, który zdezerterował ze swojego oddziału pod koniec II wojny światowej. Uciekając przed pościgiem znajduje przypadkowo mundur oficera. Podszywając się pod jego tożsamość, przemierza samochodem pancernym niemieckie wsie i miasteczka, by wreszcie dotrzeć do obozu koncentracyjnego, w którym dopuszcza się licznych zbrodni wojennych.

## Obsada
Źródło:
- Max Hubacher(inne języki) – Willi Herold
- Milan Peschel(inne języki) – Reinhard Freytag
- Frederick Lau(inne języki) – Kipinski
- Bernd Hölscher(inne języki) – Karl Schütte
- Waldemar Kobus(inne języki) – Hansen
- Alexander Fehling – Junker
- Samuel Finzi(inne języki) – Roger

## Produkcja
Zdjęcia rozpoczęły się 10 lutego 2017 i trwały do 10 kwietnia 2017 roku w Zgorzelcu i Wrocławiu oraz na lotnisku Mirosławice, a następnie w Görlitz i okolicach, np. w Schöpstal i w gminie Königshain, gdzie znajdował się obóz, w którym Herold popełnił swoje zbrodnie.
Film był współfinansowany przez Polski Instytut Sztuki Filmowej.

## Odbiór
Agregator recenzji Rotten Tomatoes podaje ocenę 83% na podstawie 53 recenzji, ze średnią ocen 7,60/10. Opinia autorów strony brzmi: „Kapitan przedstawia przerażająco przekonujące argumenty na temat mrocznej strony ludzkiej natury – i podkreśla, jak mało pewne tendencje tak naprawdę się zmieniają”.